# Isla Koutoumo
Isla Koutoumo (en francés: Île Koutoumo; o Île Kotomo también escrito Koutomo, Kutomo, Kutumo o Kutuma) es una pequeña isla en la colectividad especial (sui generis) de Nueva Caledonia, un territorio francés en el océano Pacífico. Tiene una elevación media de 16 metros (52 pies) y se localiza en aguas del llamado mar de Coral, entre la Bahía de Upi al norte y la Bahía Maurice al sur.